# Golléré
Golléré (także Golere) – miasto w Senegalu, w regionie Saint-Louis. Według danych szacunkowych na rok 2010 liczy 6 340 mieszkańców.